# 韩庄龙泉寺经幢
韩庄龙泉寺经幢，位于中国河北省石家庄市韩庄龙池山，为石家庄市鹿泉市的一个省级文物保护单位，类型为古建筑，公布时间为1993年7月15日。
韩庄龙泉寺经幢的历史年代为金。